# Sabal domingensis
Sabal domingensis auch Hispaniola-Palmetto genannt, ist eine Pflanzenart aus der Gattung Sabal innerhalb der Palmengewächse (Arecaceae). Sie kommt nur auf den karibischen Inseln Hispaniola und Kuba vor.

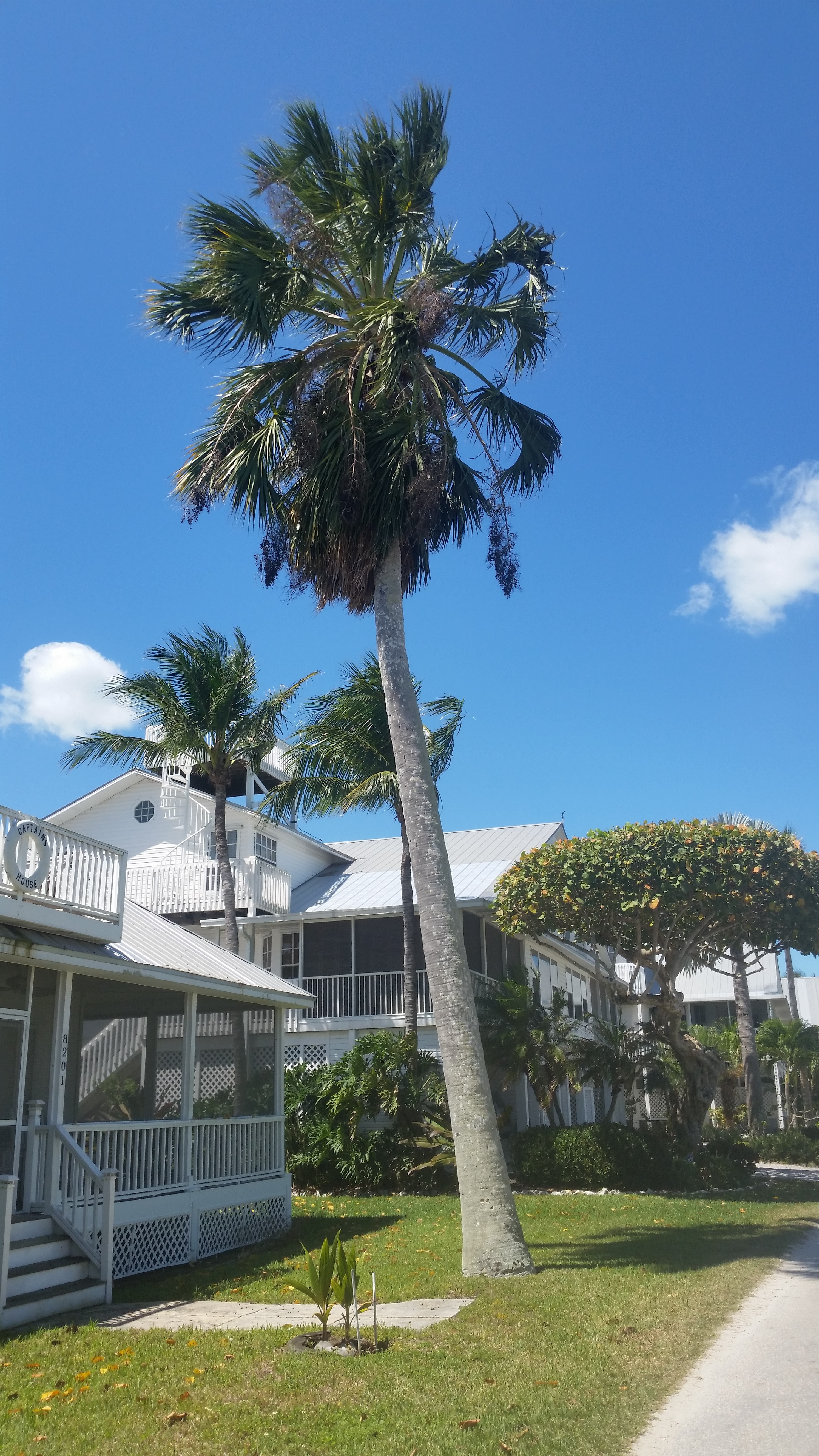
Sabal domingensis

## Beschreibung

### Vegetative Merkmale
Sabal domingensis wächst als Palme, erreicht Wuchshöhen von bis zu 10 Metern und Stammdurchmesser von 60 Zentimetern. Sabal domingensis ist eine Fächerpalme mit bis zu 30 Wedeln pro Pflanzenexemplar.

### Generative Merkmale
Der Blütenstand ist verzweigt, gebogen oder runterhängend und mindestens so lang wie die Wedel. Die bei Reife schwarze Frucht ist bei einem Durchmesser von 1 und 1,4 Zentimetern birnenförmig. Form und Größe der Frucht sind die größten Bestimmungsmerkmale, mit denen sich Sabal domingensis von Sabal causiarum unterscheidet.

## Vorkommen
Sabal domingensis kommt nur auf den karibischen Inseln Hispaniola und Kuba vor. Auf Hispaniola findet man Sabal domingensis vom nordwestlichen Haiti bis ins Zentrum der Dominikanischen Republik. Meist findet man Sabal domingensis im Sekundärwald in Höhenlagen von 100 bis 1000 Metern.

## Taxonomie
Sabal domingensis wurde 1907 von Odoardo Beccari in Webbia. Raccolta de Scritti Botanici Band 2, Seite 49 erstbeschrieben.

## Nutzung
Aus den Wedeln werden Reetdächer gemacht. Man webt aus den Wedeln Hüte, Körbe und Matten.